# ديفيد موريس (متزحلق حر)
ديفيد موريس (بالإنجليزية: David Morris)‏ هو متزحلق حر أسترالي، ولد في 31 أغسطس 1984 في ملبورن في أستراليا.

## وصلات خارجية
- الموقع الرسمي
- دايفيد موريس على موقع الاتحاد الدولي للتزلج (التزلج الحر) (الإنجليزية)
- دايفيد موريس على موقع اللجنة الأولمبية الدولية (الإنجليزية)
- دايفيد موريس على موقع أوليمبيديا (الإنجليزية)
- دايفيد موريس على موقع اللجنة الأولمبية الأسترالية (الإنجليزية)